# Cafaggio (Prato)
Cafaggio è una frazione del comune italiano di Prato, nell'omonima provincia, in Toscana.
Si trova nella circoscrizione Sud, sulla direttrice storica della città verso la parte meridionale della piana pratese e verso il Montalbano. Cafaggio, attraversata dall'autostrada Firenze-Mare, negli ultimi anni si è allargata, inglobando anche la zona di via Cava, vicino alla frazione di San Giusto.

## Storia
Posta in un'area di antica bonifica romana, interessata nella centuriazione della colonia di Florentia, il nucleo abitato potrebbe essere di antica origine. Il toponimo infatti è di origine longobarda (gahagi con il significato di area boschiva recintata, cioè una chiusa soggetta ad una bandita di caccia.

### Diffusione del toponimo
Non è probabile che si possa identificare Cafaggio con l'omonima località riportata in un documento del 766 citato da Emanuele Repetti, in quanto il toponimo (ed il termine derivato "gaggio") è molto diffuso in Toscana e potrebbe essere un utile indicatore della diffusione delle aree d'insediamento longobardo. 
Per esempio si citano:
- Cafaggio presso Campiglia Marittima
- Cafaggio presso Seravezza
- castello di Cafaggio presso Impruneta
- località Basilica Cafaggio presso Panzano in Chianti
- Fattoria Cafaggio di Pesa tra Panzano e Castellina in Chianti
- Cafaggio presso San Miniato

Una località denominata Cafaggio era presente anche a Firenze, poco fuori le mura urbane: terreno recintato di proprietà del vescovo, in un'area oggi corrispondente a Piazza Santissima Annunziata. Il toponimo è diffuso anche in Liguria: vedasi, ad esempio, la frazione del Cafaggio nel comune di Ameglia (SP), attestato nei documenti medievali.

### Medioevo
Nel medioevo il nucleo abitato si sviluppava intorno l'attuale chiesa di Santa Maria documentata dal 998.

### Epoca moderna
La situazione del piccolo medievale dovrebbe essere rimasta immutata fino al XX secolo, quando a partire dagli anni sessanta la frazione si è sviluppata con un ampliamento lungo la Via Roma (la via principale della frazione insieme a Via del Ferro), e la costruzione di numerose case tra la zona di via Roma e di via Cava. Il paese è stato tra i più colpiti dall'Olocausto, con un elevato numero di caduti e deportati durante la Seconda Guerra Mondiale. L'evento viene celebrato fra la prima e la seconda settimana di marzo con manifestazioni e cerimonie religiose.
Dal 2006, grazie al contributo di tanti abitanti della frazione e della città, nelle due settimane centrali del mese di agosto si svolge la Festa del Volontariato. Presso gli spazi all'aperto della Casa del Popolo, decine di volontari dedicano parte delle loro ferie ad organizzare una festa popolare fatta di buon cibo e convivialità. In migliaia di persone ogni anno si siedono ai tavoli della festa per gustare i piatti della tradizione permettendo poi ai volontari di raccogliere migliaia di euro che saranno donati alle associazioni del territorio impegnate nel sociale. Nel rispetto del motto della festa che è " aiutare chi aiuta".

## Edifici importanti
Sicuramente tra gli edifici di prestigio spicca la chiesa di Santa Maria a Cafaggio. La sede distaccata della chiesa, chiamata dagli abitanti del posto "Chiesino Giovannelli" è situata tra via Roma e via Elsa Morante.